# Bistum Kielce
Das Bistum Kielce (lat.: Dioecesis Kielcensis, poln.: Diecezja kielecka) ist eine in Polen gelegene römisch-katholische Diözese mit Sitz in Kielce. 

## Geschichte

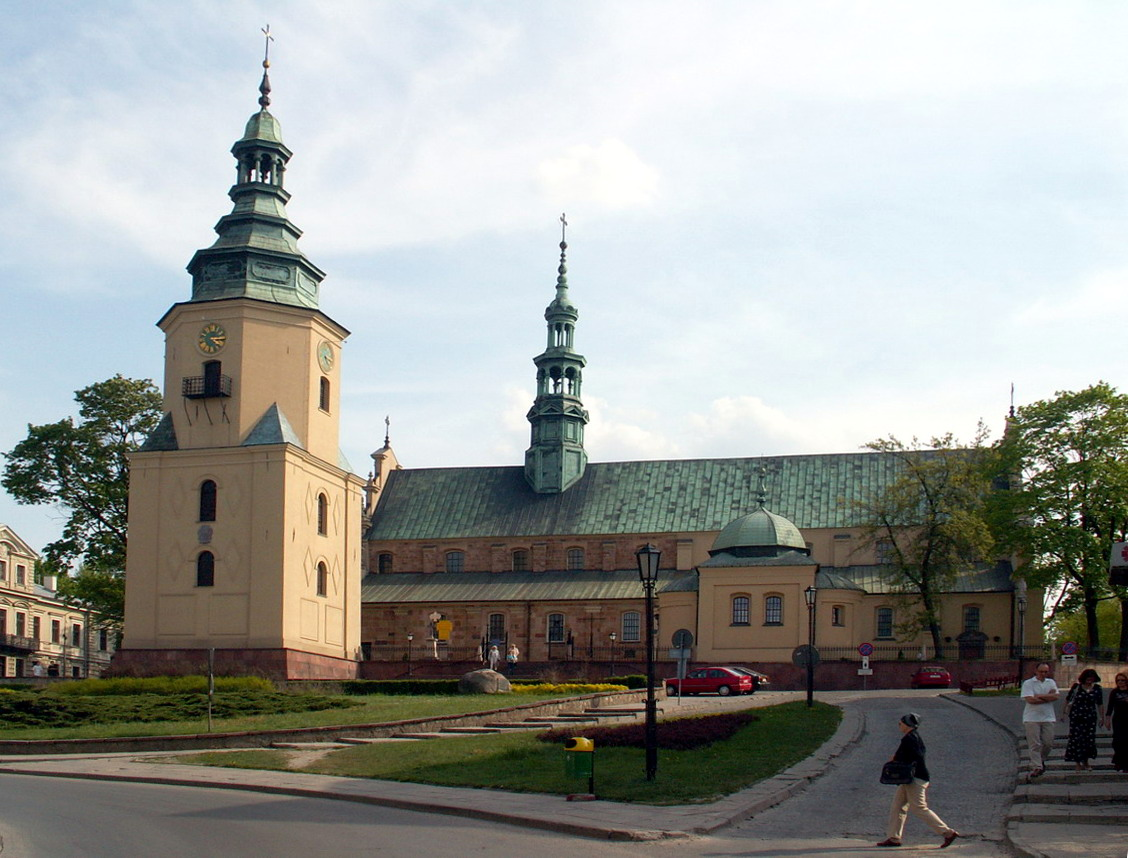
Kathedrale Mariä Himmelfahrt in Kielce

Das Bistum Kielce wurde am 13. Juni 1805 durch Papst Pius VII. mit der Päpstlichen Bulle Indefensum personarum aus Gebietsabtretungen des Erzbistums Gniezno sowie der Bistümer Krakau und Chełm errichtet. Am 18. Juni 1818 wurde das Bistum Kielce aufgelöst. Aus dem Territorium wurde durch Pius VII. mit der Päpstlichen Bulle Ex imposita nobis das Bistum Sandomierz errichtet.
Am 28. Dezember 1882 wurde das Bistum Kielce durch Papst Leo XIII. mit der Päpstlichen Bulle Ut primum Catholicae Ecclesiae erneut errichtet. Das Bistum Kielce gab am 28. Oktober 1925 Teile seines Territoriums zur Gründung des Bistums Częstochowa ab. Gleichzeitig wurde das Bistum Kielce dem Erzbistum Krakau als Suffraganbistum unterstellt. Der von Papst Johannes Paul II. erlassenen Apostolischen Konstitution Totus tuus Poloniae populus folgend gab das Bistum Kielce am 25. März 1992 Teile seines Territoriums zur Gründung des Bistums Sosnowiec ab.

## Dekanate
| - Bodzentyn - Busko - Chęciny - Chmielnik - Daleszyce - Jędrzejów - Kazimiera - Kielce-Süd - Kielce-Nord | - Kielce-Nord - Kielce-Zentrum - Kielce-West - Koniecpol - Lelów - Łopuszno - Małogoszcz - Masłów - Miechów | - Morawica - Nowy Korczyn - Piekoszów - Pińczów - Proszowice - Sędziszów - Skalbmierz - Skała | - Słomniki - Stopnica - Szczekociny - Wiślica - Włoszczowa - Wodzisław Śląski - Zagnańsk - Żarnowiec |

## Bistumspatrone
- Hl. Stanislaus von Krakau, 11. April
- Hl. Wincenty Kadłubek, Bischof von Krakau, 8. März